# Amoniojarosita
L'amoniojarosita és un mineral de la classe dels sulfats que pertany al grup de l'alunita. Rep el seu nom en al·lusió a la seva composició amb amoni dominant, i la seva relació amb la jarosita.

## Característiques
L'amoniojarosita és un sulfat de fórmula química (NH₄)Fe3+
3(SO₄)₂(OH)₆. Cristal·litza en el sistema trigonal. Els cristalls són microscòpics i tabulars, alguns d'ells amb contorns hexagonals, prismàtics romboèdrics o curts. També es troba en trossos granulars i nòduls irregulars. La seva duresa a l'escala de Mohs és d'entre 3,5 i 4,5.
Segons la classificació de Nickel-Strunz, l'amoniojarosita pertany a «07.BC: sulfats (selenats, etc.), amb anions addicionals, sense H₂O, amb cations de mida mitjana i gran», juntament amb els minerals següents: d'Ansita, alunita, amonioalunita, argentojarosita, beaverita-(Cu), dorallcharita, huangita, hidroniojarosita, jarosita, natroalunita-2c, natroalunita, natrojarosita, osarizawaïta, plumbojarosita, schlossmacherita, walthierita, beaverita-(Zn), ye'elimita, atlasovita, nabokoïta, clorotionita, euclorina, fedotovita, kamchatkita, piypita, klyuchevskita, alumoklyuchevskita, caledonita, wherryita, mammothita, linarita, schmiederita, munakataïta, chenita, krivovichevita i anhidrocaïnita.

## Formació i jaciments
Es forma en pissarres negres que contenen pirita lignítica. Sol trobar-se associada a altres minerals com la tschermigita, la jarosita i l'epsomita. Va ser descoberta l'any 1927 a Kaibab, al comtat de Kane, Utah, Estats Units.